# Bernard Stiegler

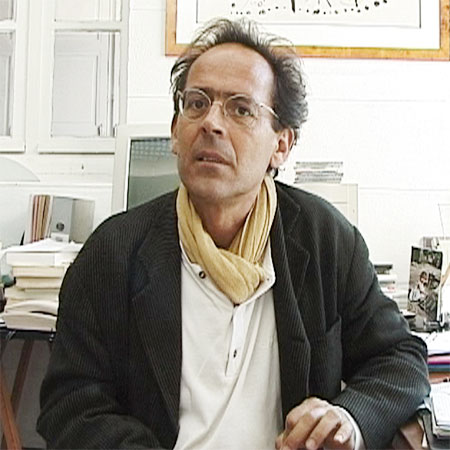
Bernard Stiegler (2004)

Bernard Stiegler (* 1. April 1952 in Sarcelles; † 5. August 2020 in Épineuil-le-Fleuriel) war ein französischer Philosoph und Publizist.

## Leben
Stiegler leitete die Abteilung „kulturelle Entwicklung“ (Institut de recherche et d’innovation, IRI) im Centre Georges Pompidou. Davor war er wissenschaftlicher Leiter am Collège international de philosophie (Internationales Kolleg für Philosophie), Professor und Leiter der von ihm 1993 gegründeten Forschungsgruppe „Wissen, Organisationen und technische Systeme“ (COSTECH) an der Technischen Universität von Compiègne (UTC), zweiter geschäftsführender Direktor des INA (Nationales Institut für Audiovisuelles) und war bis Ende 2005 Direktor des IRCAM (Institut für Akustik- und Musikforschung). Er hielt am Théâtre National de la Colline regelmäßig die Ars-Industrialis-Konferenzen ab, die sich mit dem Einfluss neuer Technologien und Medien auf Politik, Kultur und Gesellschaft beschäftigen.
Bernard Stiegler gab 2003 in seinem Buch Passer à l’acte (deutsch: Zum Akt) bekannt, dass er von 1978 bis 1983 wegen bewaffneten Raubüberfalls im Gefängnis Saint-Michel in Toulouse und in der Vollzugsanstalt Muret inhaftiert war. Stiegler beging im August 2020 Suizid.

## Der Einfluss neuer Medien auf die Gesellschaft
Der Medientheoretiker Stiegler trat wiederholt als Kritiker des modernen Fernsehens auf. So vertrat er in seinem Buch Die Logik der Sorge die Position, dass das Fernsehen die Aufmerksamkeit seiner Zuschauer vereinnahme und diese in eine unmündige Konsumentenposition dränge, die gesellschaftliche Strukturen zerstöre. Beispielsweise betrachtete er die zunehmende Gewaltbereitschaft unter Jugendlichen als Zeichen dafür, dass die Eltern nicht mehr in der Lage seien, hinreichend Sorge für die Erziehung ihrer Kinder zu tragen. In dem Versuch, diesem Phänomen mit einem verschärften Jugendstrafrecht zu begegnen, sah er eine gefährliche Vertauschung der Rollen: Die Verantwortung für das Verhalten Minderjähriger, die eigentlich den Eltern zukomme, werde so den Jugendlichen selbst übertragen.
Nach Katherine Hayles unterscheidet Stiegler zwischen hyper attention, einer Aufmerksamkeit, die sich gleichzeitig auf mehrere Ziele richtet bzw. schnell zwischen ihnen hin- und herwechselt, und deep attention, der ausdauernden Beschäftigung mit einem einzigen Gegenstand. Stiegler war der Meinung, dass hyper attention durch übermäßigen Fernsehkonsum begünstigt werde. Insbesondere bei Kindern verändere dieser die Struktur des Hirns irreversibel und führe zur Aufmerksamkeitsdefizit-/Hyperaktivitätsstörung. Die deep attention sah Stiegler dagegen prototypisch im Lesen und Schreiben von Büchern verwirklicht.

## Privates
Beide Großväter Stieglers stammen aus Deutschland und sind nach Frankreich migriert. Kurze Zeit war er mit der französischen Philosophin Catherine Malabou verheiratet.
Er war der Vater der französischen Philosophin Barbara Stiegler.

## Publikationen
- La technique et le temps. Tome 1: La faute d’Epiméthée (1994). ISBN 2718604409
  - Technik und Zeit. Die Schuld des Epimetheus, diaphanes, Berlin 2009. ISBN 978-3-03734-012-7
- La technique et le temps. Tome 2: La désorientation (1996). ISBN 2718604689
- Échographies de la télévision. Entretiens filmés (mit Jacques Derrida, 1996). ISBN 2718604808
- La technique et le temps. Tome 3: Le temps du cinéma et la question du mal-être (2001). ISBN 2718605634
- Passer à l’acte (2003). ISBN 2718606169 (dt.: Zum Akt, Berlin 2007, Merve Verlag. ISBN 978-3-88396-228-3)
- Aimer, s’aimer, nous aimer: Du 11 septembre au 21 avril (2003). ISBN 2718606290
- De la misère symbolique: Tome 1. L'époque hyperindustrielle (2004). ISBN 2718606355
- De la misère symbolique: Tome 2. La Catastrophè du sensible (2004). ISBN 2718606347
- Philosopher par accident: Entretiens avec Elie During (2004). ISBN 2718606487
- Mécréance et Discrédit: Tome 1, La décadence des démocraties industrielles (2004). ISBN 2718606606
- Constituer l’Europe: Tome 1. Dans un monde sans vergogne (2005). ISBN 2718606894
- Constituer l’Europe: Tome 2. Le motif européen (2005). ISBN 2718606908
- Mécréance et Discrédit: Tome 2. Les sociétés incontrolables d’individus désaffectés (2006). ISBN 2718607068
- Mécréance et Discrédit: Tome 3. L’esprit perdu du capitalisme (2006). ISBN 2718607157
- Des pieds et des mains (2006). ISBN 2227475668
- La télécratie contre la Démocratie (2006). ISBN 2082105695
- Réenchanter le monde : La valeur esprit contre le populisme industriel (2006, mit Marc Crépon, George Collins, and Catherine Perret). ISBN 2082105857
- Das diskrete Bild. In: Jacques Derrida, Bernhard Stiegler (Hrsg.): Echographien. Fernsehgespräche. Wien 2006, S. 161–180.
- Prendre soin. De la jeunesse et des générations. T.1 (2008). ISBN 2081207362 (dt.: Die Logik der Sorge. Verlust der Aufklärung durch Technik und Medien. I.1, Suhrkamp, 2008. ISBN 978-3-518-26006-7; Von der Biopolitik zur Psychomacht. I.2, Suhrkamp 2009. ISBN 978-3-518-12575-5)
- Denken bis an die Grenzen der Maschine, hg. von Erich Hörl, Diaphanes, Berlin 2009. ISBN 978-3-03734-057-8
- Hypermaterialität und Psychomacht, hg. und mit einem Essay von Erich Hörl, Diaphanes, Berlin 2010. ISBN 978-3-03734-130-8
- Ce qui fait que la vie vaut la peine d'être vécue – De la pharmacologie. Flammarion, 2013. ISBN 978-2081220355
- Pharmacologie du Front national – Suivi du Vocabulaire d’Ars Industrialis. Flammarion, 2013. ISBN 978-2081284616